# Meditação cristã

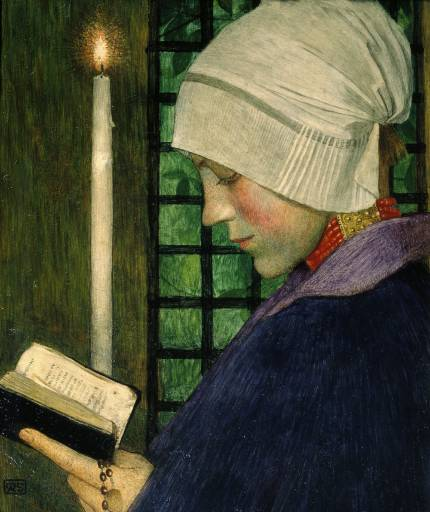
Uma mulher a orar em Purificação da Virgem de Marianne Stokes, 1901.

A Meditação Cristã é uma forma de oração na qual é realizada uma tentativa estruturada de comunicar com, e apreender, as revelações de Deus. O termo  meditação tem origem na palavra latina meditārī, a qual tem vários significados, incluindo reflexão, estudo e prática. A meditação cristã é um processo em que, de forma propositada, a pessoa se concentra num pensamento específico (como uma passagem da Bíblia) e reflecte sobre o seu significado no contexto do amor de Deus.
A meditação cristã pretende elevar a relação pessoal, com base no amor de Deus, que marca a comunhão cristã. Tanto no cristianismo ocidental como no oriental, a meditação é um meio termo das três fases da oração: envolve mais reflexão que o primeiro nível - oração oral - mas é mais estruturada que os diferentes níveis de oração contemplativa.
Os ensinamentos tanto nas igrejas cristãs orientais como nas ocidentais realçam o facto de a meditação cristã ser um elemento de desenvolvimento do conhecimento sobre Cristo.
A meditação é uma parte integrante do Santo Rosário, uma devoção mariana muito difundida entre os católicos romanos, que o rezam tanto pública quanto individualmente.
Beato Paulo VI ele disse: “A recitação do Rosário requer um ritmo tranquilo e certa demora a pensar, que favoreçam, naquele que ora, a meditação dos mistérios da vida do Senhor, vistos através do Coração d’Aquela que mais de perto esteve em contato com o mesmo Senhor”. 
No Carta Apostólica Rosarium Virginis Mariae, Sumo Pontífice João Paulo II ele dIsse: "Além disso, devido ao seu carácter meditativo com a serena sucessão das “Avé Marias”, exerce uma acção pacificadora sobre quem o reza, predispondo-o a receber e experimentar no mais fundo de si mesmo e a espalhar ao seu redor aquela paz verdadeira que é um dom especial do Ressuscitado (cf. Jo 14, 27; 20, 21).
No Aspectos da meditação Cristã, a Santa Sé avisou sobre os riscos potenciais de juntar os diferentes estilos de meditação cristã e não-cristâ. Em 2003, na A Christian reflection on the New Age o Vaticano anunciou que a Igreja evita qualquer conceito que esteja ligado aos da Nova Era".